# 박준형 (언론인)
박준형은 대한민국의 KBS대구방송총국 기자이다.

## 경력
- 1996년 6월 : KBS대구방송총국 공채 기자 입사
- KBS대구방송총국 사회부 기자

## 진행
- KBS대구 1TV KBS 뉴스 9 진행